# Craj
Craj è un film documentario del 2005 diretto da Davide Marengo.
Pellicola sulla musica popolare pugliese, tratta dall'omonimo spettacolo ideato e scritto da Teresa De Sio con la collaborazione di Giovanni Lindo Ferretti.

## Trama
Un viaggio attraverso la musica popolare della Puglia, intrapreso a cavallo dal principe Floridippo ed a piedi dal suo servo Bimbascione, alias don Chisciotte e Sancio Panza.
Lungo il percorso s'imbattono nei 4 maestri (ottantenni) della musica popolare pugliese che raccontano la vita, le abitazioni di paese o di campagna, e che suonano da quattro palcoscenici allestiti durante la tournée dello spettacolo dal vivo: nel Gargano i Cantori di Carpino, ad Apricena (Foggia) il cantastorie Matteo Salvatore, ed a Cutrofiano Uccio Aloisi.
La frase simbolo del film è "la luna gira il mondo e voi dormite" (di Matteo Salvatore). La parola Craj in dialetto salentino significa Domani.

## Produzione
Il film è girato con tecniche miste che vanno dal super 8 al 16 mm, al mini dv. Uscito al cinema in poche copie, ha richiamato l'attenzione del pubblico e della stampa.

### Riprese
Il film è stato girato tutto in Puglia: nella città di Foggia,  nel promontorio del Gargano (in particolare a Carpino ed Apricena) e nel Salento, a Cutrofiano.

## Riconoscimenti
- Nel 2005: Al Festival di Venezia il film ha vinto il premio "Lino Micciché" - Miglior opera prima,  durante le Giornate degli Autori.
- Nel 2006 ha vinto il primo premio al festival del documentario  "Libero Bizzarri", al festival del cinema italiano di Parigi  si è classificato al secondo posto. Ha ottenuto una menzione speciale "Sergio Leone" al Festival di Torella dei Lombardi; è stato candidato al Nastro d'argento come miglior documentario uscito in sala.